# Colwood
Colwood es una ciudad canadiense situada en la provincia de Columbia Británica.

## Superficie
Colwood tiene una superficie de 17,66 km².

## Demografía
En 2021, tenía 18 961 habitantes, una densidad poblacional de 1073,6 hab./km², y 7688 viviendas.